# Medium (Film)
Medium (Μέντιουμ) ist ein Filmdrama von Christina Ioakeimidi. Der Coming-of-Age-Film basiert auf einem Roman von Giorgos Sibardis und erzählt von der 16-jährigen Protagonistin Eleftheria, die für den Sommer zu ihrer Schwester nach Athen zieht und sich hier zum ersten Mal verliebt. Die Premiere des Films erfolgte im August 2023 beim Sarajevo Film Festival.

## Handlung
Nach dem Tod ihrer Mutter zieht die 16-jährige Eleftheria vorübergehend von ihrem Zuhause auf dem Land im Norden Griechenlands in ein Arbeiterviertel in der griechischen Hauptstadt Athen, um ihrer älteren Schwester Alexandra zu helfen, die kurz vor der Geburt ihres Kindes steht. Es ist ein äußerst heißer Sommer, und weil es in der kleinen Wohnung keine Klimaanlage gibt, haben sie die Fenster weit geöffnet und die Vorhänge zugezogen.
Als Eleftheria einen jungen Mann namens Angelos kennenlernt, der in einer Nachbarwohnung lebt, kann sie gelegentlich der Enge und Hitze der Wohnung entkommen. Der 26-Jährige ist Medizinstudent. Gemeinsam vertreiben sie sich die langen Augusttage. Sie lässt sich von ihm auf seinem Motorrad durch die Straßen der Metropole fahren, entdeckt in sich eine sexuelle Begierde und verliebt sich in ihn.

## Produktion

### Filmstab
Der Film basiert auf einem Roman von Giorgos Sibardis.
Es handelt sich bei Medium um den zweiten Spielfilm der griechischen Filmemacherin Christina Ioakeimidi. Sie besuchte die London Film School. Ihr Regiedebüt Harisma kam im November 2010 in die griechischen Kinos.
Ioakeimidis Lebenspartner Yorgos Noussias tritt gemeinsam mit Louizos Aslanidis als Produzent des Films in Erscheinung. Die Filmmusik steuerte Ted Regklis bei.

### Besetzung und Dreharbeiten
Angeliki Beveratou spielt die 16-jährige Protagonistin Eleftheria. Es handelt sich um ihre erste Hauptrolle in einem Spielfilm. Zuvor wirkte sie in zwei Kurzfilmen von Evi Dimitropoulou mit. Der griechische Vorname Eleftheria bedeutet „Die Freie“. Katerina Zisoudi spielt ihre ältere Schwester Alexandra. In einer weiteren Hauptrolle ist Nikos Zeginoglou zu sehen, bekannt aus Filmen wie Park von Sofia Exarchou und Die Entfernung zwischen dem Himmel und uns von Vasilis Kekatos. Er spielt Angelos, den 26-jährigen Medizinstudenten, in den sich Eleftheria verliebt.
Die Dreharbeiten fanden im Sommer im Zentrum von Athen statt. Auch die Strand- und Unterwasseraufnahmen entstanden in der griechischen Hauptstadt. Als Kameramann fungierte Petros Nousias.

### Veröffentlichung
Der Film feierte am 14. August 2023 beim Sarajevo Film Festival seine Premiere, wo er für das Heart of Sarajevo nominiert war. Die Premiere in Griechenland erfolgte am 7. November 2023 im Rahmen des Internationalen Filmfestivals Thessaloniki. Ab dem 12. Februar 2024 wurde Medium beim Santa Barbara International Film Festival vorgestellt. Die weltweiten Vertriebsrechte sicherte sich Wide Management.

## Auszeichnungen
Sarajevo Film Festival 2023
- Nominierung als Bester Film für das Heart of Sarajevo (Christina Ioakeimidi)
- Auszeichnung mit dem Cineuropa Award

Sofia International Film Festival 2024
- Auszeichnung als Bester Balkan-Film (Christina Ioakemidi)[6]